# ورزشگاه نیو بوردو
ورزشگاه نیو بوردو در شهر بوردو در کشور فرانسه قرار دارد.این ورزشگاه با هزینه ۱۶۸ میلیون یورو به دست شرکت هرتزوگ و دمویرون ساخته شد.
فعلاً مستاجر این ورزشگاه تیم بوردو می‌باشد.

## جام ملت‌های اروپا ۲۰۱۶
این ورزشگاه پنج بازی جام ملت‌های اروپا ۲۰۱۶ را میزبانی می‌کند.

## تصاویر

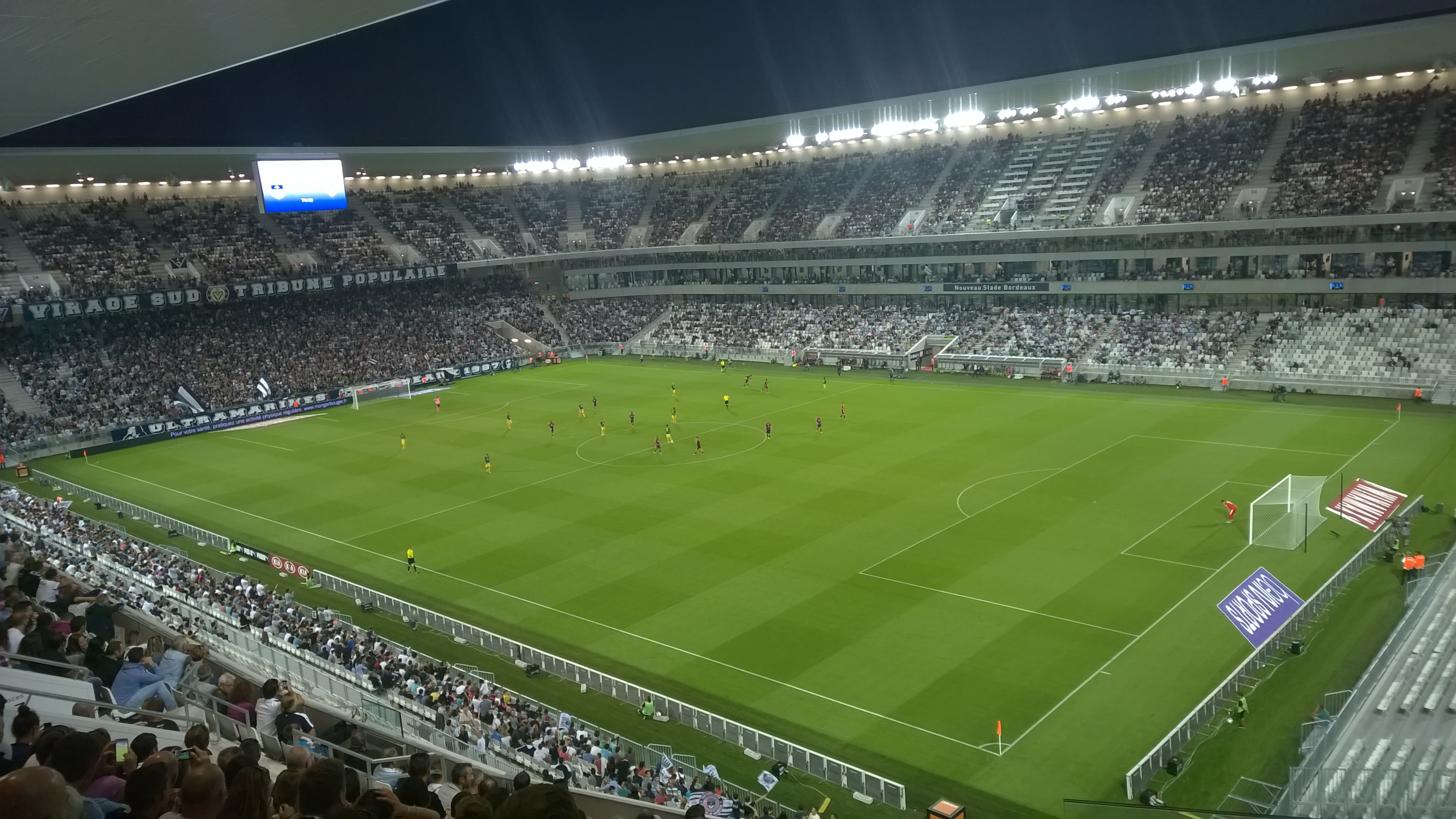
داخل